# Мочалищи (Гороховецкий район)
Мочалищи — упразднённая деревня в Гороховецком районе Владимирской области России.

## География
Урочище находится в восточной части области, в зоне хвойно-широколиственных лесов, при автодороге 17Н-214, на расстоянии 25 километров (по прямой) к юго-западу от города Гороховец, административного центра района.

### Климат
Климат характеризуется как умеренно континентальный. Средняя температура воздуха самого холодного месяца (января) — −11,2 °C (абсолютный минимум — −45 °С), средняя температура воздуха самого тёплого месяца (июля) — +18,4 °С (абсолютный максимум — +38 °С). Безморозный период длится около 139 дней. Годовое количество атмосферных осадков составляет около 556 мм, из которых 387 мм выпадает в период с апреля по октябрь. Снежный покров держится в среднем около 149 дней.

## История
В «Списке населенных мест Владимирской губернии по сведениям 1859 года» населённый пункт упомянут как владельческая деревня Вязниковского уезда, расположенная в 15 верстах от уездного города. В деревне насчитывалось 9 дворов и проживал 61 человек (30 мужчины и 31 женщина).
По состоянию на 1905 год, в Мочалищах имелось 11 дворов и проживал 81 человек. В административном отношении деревня входила в состав Ждановской волости.
По данным 1926 года в деревне имелось 15 хозяйств (в том числе 14 крестьянских) и проживало 50 человек (39 мужчин и 42 женщины). Являлась частью Веретенковского сельсовета Олтушевской волости.
На момент упразднения входила в состав Денисовского сельсовета Гороховецкого района. Упразднена решением облисполкома № 319 от 16 мая 1986 года как фактически не существующая.